# 科學產業博物館
科學產業博物館（Museum of Science and Industry，MOSI）是英國的一座博物館，位於曼徹斯特。

## 历史
博物館展示的主題是科學、技術和產業的發展。2012年，科學產業博物館成為科学博物馆集团的一部分。科學產業博物館使用了世界第一條客運鐵路，曼徹斯特至利物浦的鐵路的部分車站站台作為展示區。

## 画廊

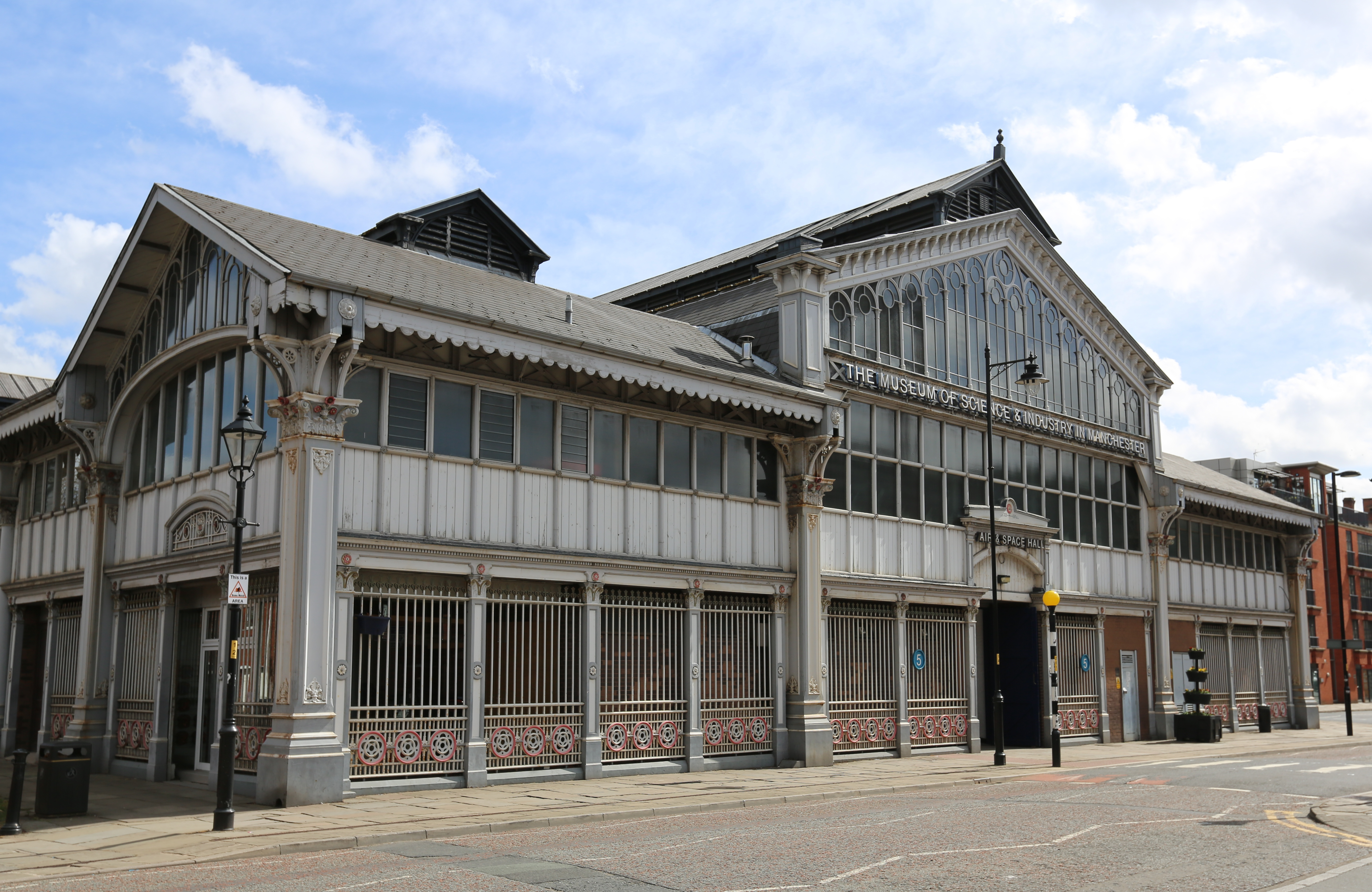
博物馆航空航天大厅外观
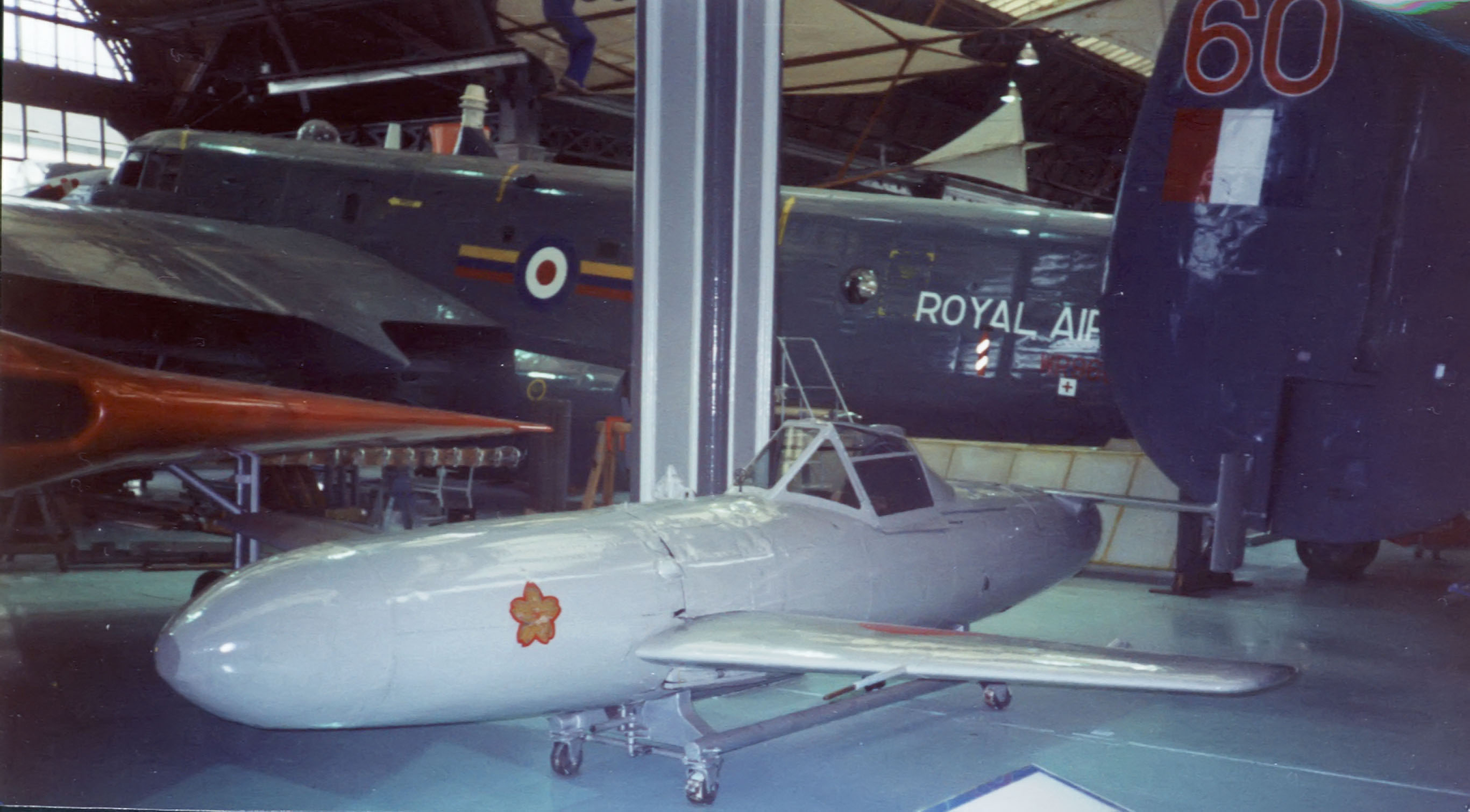
展览中的特别攻击队 MXY-7樱花特别攻击机
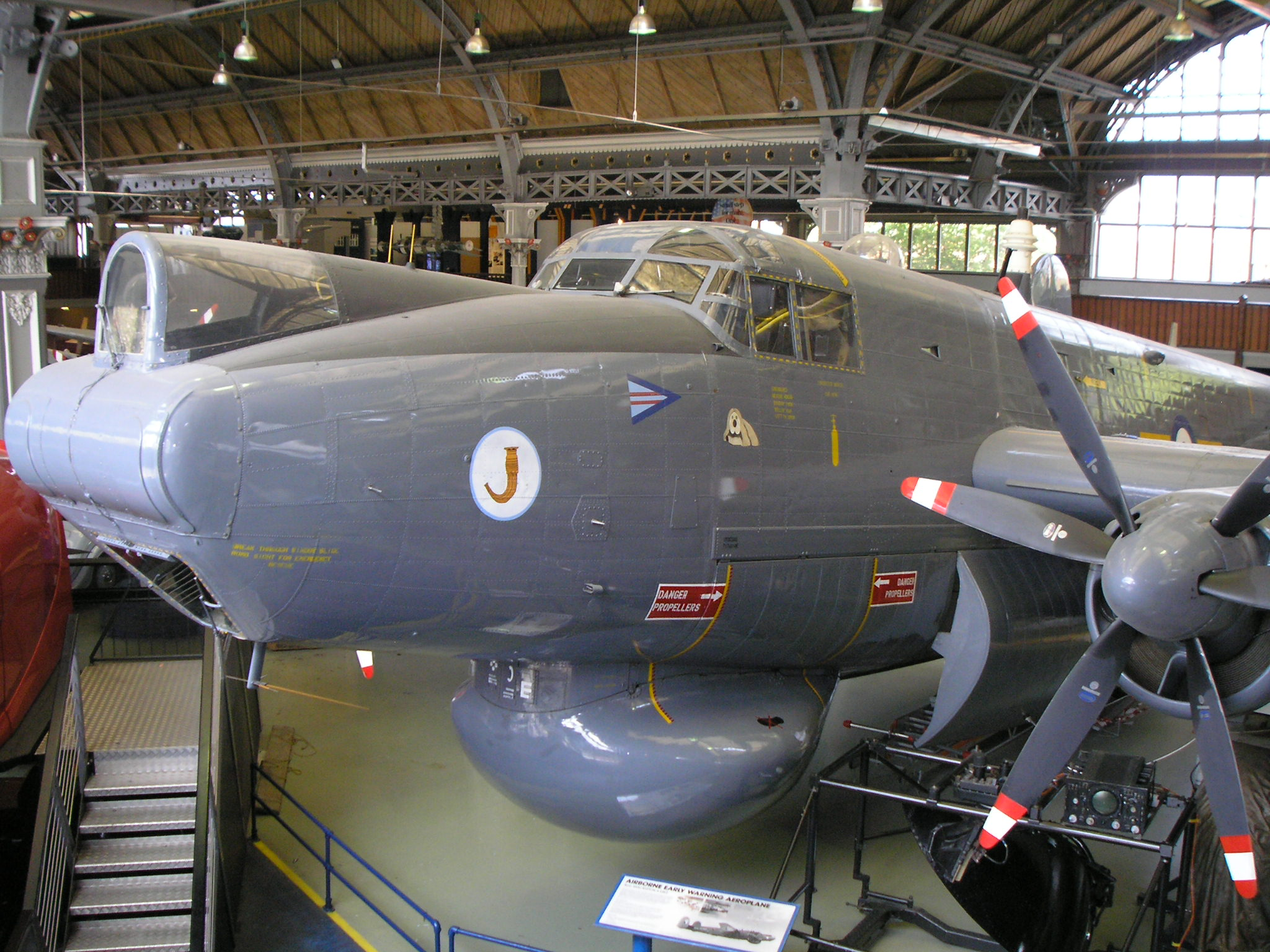
博物馆中的Avro Shackleton（英语：Avro Shackleton）
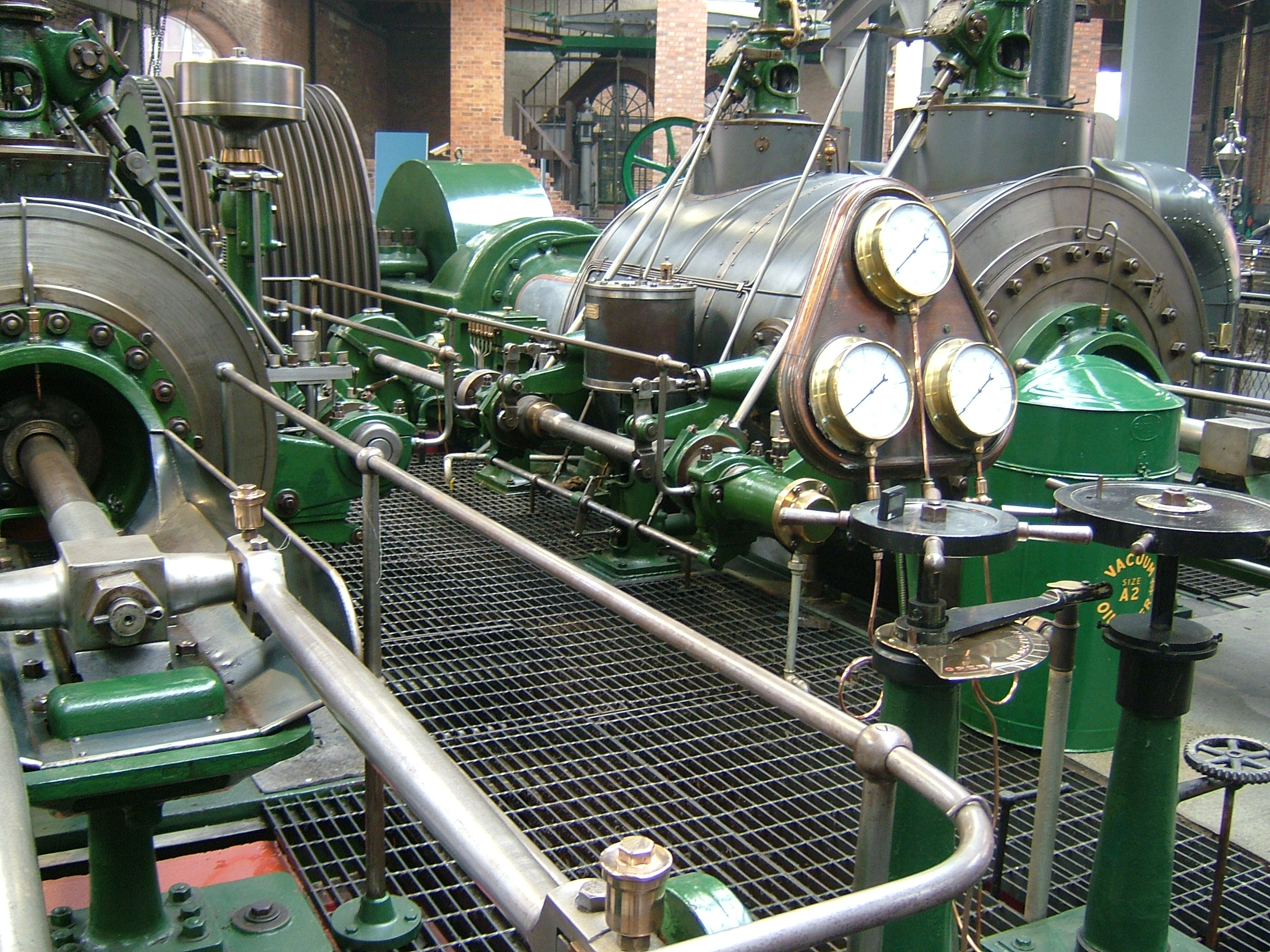
最后的蒸汽机来供电磨。
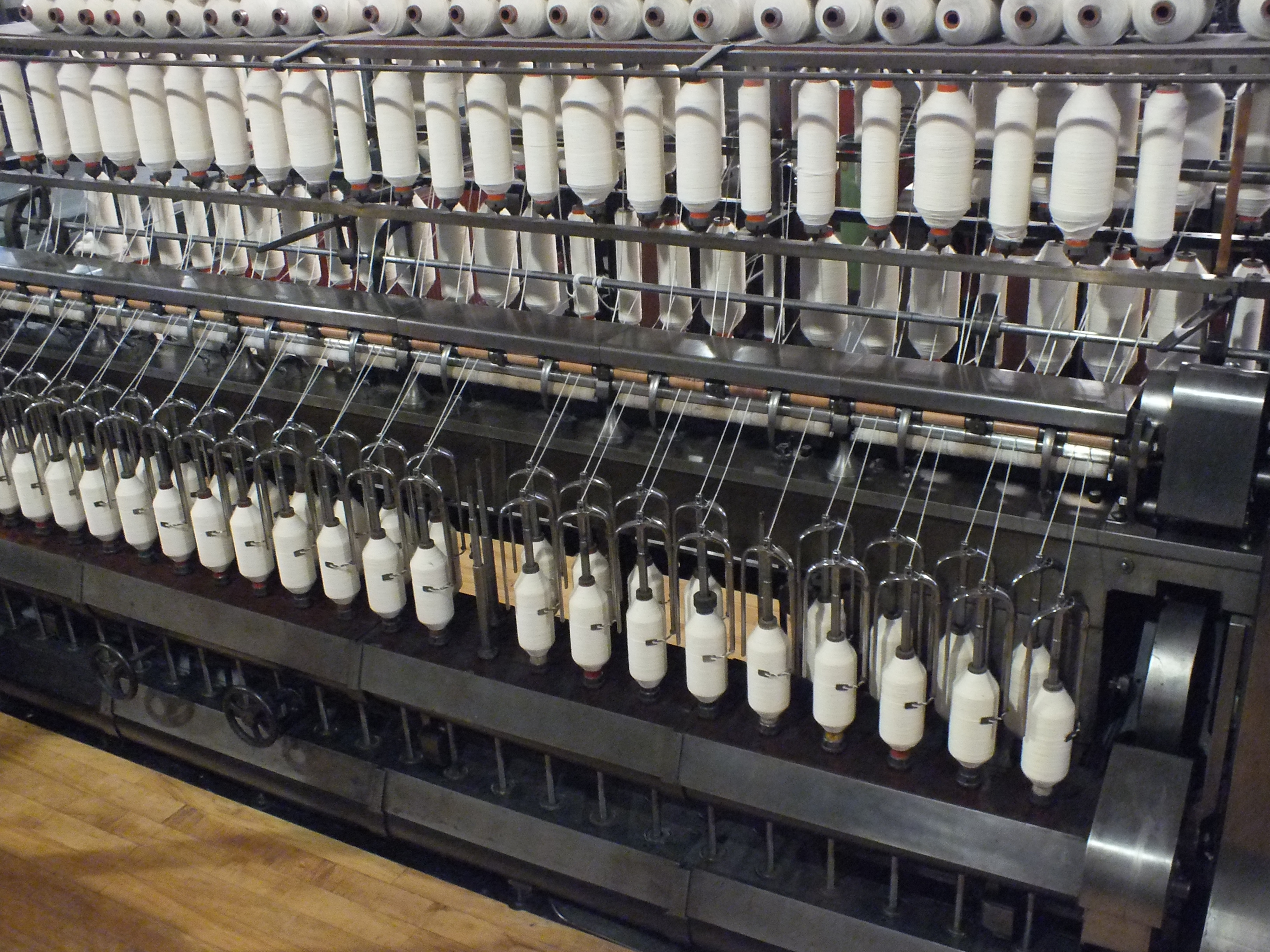
纺纱机